# Arany Ászok
Az Arany Ászok a Dreher Sörgyárak Zrt. által gyártott sör.

## Általános leírás
Dreher Antal 1841-ben fejlesztette ki a lager, magyarul ászokolt sör gyártási technológiáját, amelyet Kőbányán, majd a magyar söriparban is meghonosított. 
Az ő nyomdokain járva vezette be a Dreher Sörgyár 1924-ben az Arany Ászok márkát, melyet az 1948-ban bekövetkezett államosításig gyártottak. A „piros ászok" sört 40 évi szünet után, 1989-ben kezdték újra gyártani.

## Jellemzők
Íz: az Arany Ászok a könnyebb, pilseni típusú sör kategóriába tartozik. Alig érezhető komlóillat jellemzi. Íze kissé kesernyés, enyhén malátaízű, gyengén aromás, közepesen komlós. Jó habzóképességű és habtartósságú, széndioxidban dús.
Összetevők: víz, árpamaláta, kukoricagríz, komló, komlókivonat
Alkoholtartalom: 4,3% V/V

## Díjak
- Monde Selection - 9 aranyérem
- Nemzetközi Kiváló Minőség Trófea különdíj
- Nemzetközi Söripari Nagydíj (Brewing Industry International Awards, a sörszakma "Oszkár" díja)